# Przewodniczący Prezydium Miejskiej Rady Narodowej w Poznaniu
Przewodniczący Prezydium Miejskiej Rady Narodowej w Poznaniu – stanowisko istniejące od 1945 do 1973 w Poznaniu, jako urząd władzy miejskiej od 1950.
Powstał w wyniku założenia Miejskiej Rady Narodowej w Poznaniu, a pierwszy Przewodniczący Prezydium został wybrany 1 maja 1945. Ustawa z dnia 20 marca 1950 o terenowych organach jednolitej władzy państwowej zniosła podział na administrację rządową i samorządową od gminy do województwa włącznie. Reforma spowodowała przejęcie przez prezydia rad narodowych obowiązków administracyjnych.
Tajne głosowanie nad składem Prezydium odbyło się 3 czerwca 1950 na 101 uroczystym posiedzeniu MRN. Trzy dni później rozwiązano kolegium Zarządu Miasta, a na jego miejsce powołano Prezydium Miejskiej Rady Narodowej. Przewodniczący Prezydium MRN był odpowiednikiem prezydenta miasta.
| Kadencja                                         | Imię i nazwisko                                  | Objął urząd                                      | Złożył urząd                                     | pozostali członkowie prezydium MRN |                                                  |
| do 1950 istniał urząd prezydenta miasta Poznania | do 1950 istniał urząd prezydenta miasta Poznania | do 1950 istniał urząd prezydenta miasta Poznania | do 1950 istniał urząd prezydenta miasta Poznania | do 1950 istniał urząd prezydenta miasta Poznania | do 1950 istniał urząd prezydenta miasta Poznania |
| ------------------------------------------------ | ------------------------------------------------ | ------------------------------------------------ | ------------------------------------------------ | --- | ------------------------------------------------ |
| 1950-1954                                        | Franciszek Frąckowiak                            | 6 czerwca 1950                                   | 5 grudnia 1954                                   | wiceprzewodniczący: Witold Przewoźny, Stefan Marzec, sekretarz: Zygmunt Wolniewicz |                                                  |
| 1954-1957                                        | Franciszek Frąckowiak                            | 5 grudnia 1954                                   | 2 lutego 1958                                    | wiceprzewodniczący: Stefan Marzec, Edward Biliński, Zygmunt Wolniewicz, sekretarz: Czesław Adamski |                                                  |
| 1957-1961                                        | Franciszek Frąckowiak                            | 2 lutego 1958                                    | 16 kwietnia 1961                                 | wiceprzewodniczący: Stefan Marzec, Edmund Krzymień, sekretarz: Czesław Adamski, członkowie:: Wacław Piaskowski, Jan Nalepka, Edward Hałas, Dobromir Osiński                                                      |                                                  |
| 1961-1965                                        | Jerzy Kusiak                                     | 16 kwietnia 1961                                 | 30 maja 1965                                     | wiceprzewodniczący: Władysława Klawiter, Dionizy Balasiewicz, Zbigniew Rudnicki, sekretarz: Czesław Adamski, członkowie: Jerzy Łangowski, Bolesław Drogomirecki, Wacław Piaskowski, Czesław Kołodziejczyk        |                                                  |
| 1965-1969                                        | Jerzy Kusiak                                     | 30 maja 1965                                     | 1 czerwca 1969                                   | wiceprzewodniczący: Henryk Kędziora, Władysława Klawiter, Zbigniew Rudnicki, sekretarz: Czesław Adamski, członkowie: Franciszek Kosmowski, Jerzy Łangowski, Wacław Piaskowski, Maria Roszczak                    |                                                  |
| 1969-1973                                        | Jerzy Kusiak                                     | 1 czerwca 1969                                   | 5 września 1970                                  | wiceprzewodniczący: Jerzy Łangowski, Zbigniew Rudnicki, Henryk Kędziora, sekretarz: Józef Świtaj, członkowie: Wiktor Kozłowski, Stanisław Królikowski, Maria Rosczak, Danuta Wawrzyńczyk-Szplit                  |                                                  |
| 1969-1973                                        | Stanisław Cozaś                                  | 5 września 1970                                  | 9 grudnia 1973                                   | wiceprzewodniczący: Jerzy Łangowski, Zbigniew Rudnicki, Henryk Kędziora, Andrzej Wituski, sekretarz: Józef Świtaj, członkowie: Wiktor Kozłowski, Stanisław Królikowski, Maria Rosczak, Danuta Wawrzyńczyk-Szplit |                                                  |
| od 1973 istniał urząd prezydenta miasta Poznania |                                                  |                                                  |                                                  | |                                                  |